# Мефодій (Кусев)
Мефо́дій (болг. Методий, в миру То́дор (Тоде) Йо́вчев Ку́сев; 1838, Прилеп — 1 листопада 1922, Стара Загора) — болгарський священик і громадський діяч, архімандрит і протосинкел пловдивської болгарської метрополії, єпископ Православної церкви Болгарії.

## Біографія
Народився у вересні 1838 року в місті Прилеп, Македонія. Був шостою дитиною у родині тютюнового купця Йовче та його дружини Катерини. Батьки Мефодія рано померли. Здобув початкову освіту в своєму рідному місті в приватній школі, потім — у грецькій середній школі. 1867 року відкрив недільну болгарську школу і заснував болгарський громадський центр у рідному Прилепі. Став одним з лідерів болгарського церковного руху в Прилепі, очоливши молодіжну партію в муніципалітеті.
З 1896 по 1904 рр. і з 1920 по 1922 рр. — Старозагорський митрополит.

## Громадсько-політична діяльність
Був одним із лідерів руху за церковну національну незалежність під час національного відродження та національного об'єднання Болгарії, а також активним учасником громадського життя міста, ерудованим, енергійним болгарським священиком, палким патріотом і націоналістом.
Кусев також зробив значний внесок як дипломат у захист болгарської справи великими державами під час Східної кризи 1876—1878 років.
Як протосинкел Болгарського екзархату Мефодій Кусев багато зробив для просування болгарської влади в Македонії після підписання Берлінського договору 1878 року. Він є видатним захисником болгарських національних інтересів у Македонії і палким викривачем усіх ворогів болгарської державності, як внутрішніх, так і зовнішніх, серед яких він вважав соціалістів і москвофілів.
14 березня 1919 року написав лист до президента США В. Вільсона, закликаючи до припинення вогню, щоб недопустити конфлікту між Македонією, Добруджею і Болгарією, посприявши таким чином якнайшвидшому підписанню майбутнього мирного договору.

## Письменницька діяльність
Мефодій Кустев є автором багатьох статей і брошур з церковних і національних справ. Дві його роботи мають велике значення для Болгарії — його книга 1913 року «Македонія має тільки сербів серед своїх жителів» і брошури «Погроми Болгарії. Винуватець», в якому він повністю зображує російську «визвольну місію» і звинувачує російську імперську політику в першій національній катастрофі Болгарії і розпаді Македонії.

## Смерть
Мефодій Кусев помер 1 листопада 1922 року у місті Стара Загора (Болгарія). Похований в парку «Акамото», поруч з церквою «Св. Теодора Тірона».

## Увічнення пам'яті
Мефодій Кусев був одним з найвизначніших болгарських православних священиків у всій сучасній історії Болгарської православної церкви.
Болгарський письменник Димитр Талев увічнив Мефодія Кусева, що став прототипом для Лазара Глаушева — героя його роману «Залізний світильник». У книзі Талев описує справжнє повстання, яке Мефодій Кусев підняв проти грецьких священиків у місті Прилеп.